# Левая партия (Швеция)
Левая партия (швед. Vänsterpartiet) — левая социалистическая партия в Швеции, основанная в 1917 году. В 1917—1921 годах называлась Левой социал-демократической партией Швеции (ЛСДПШ, швед. Sveriges socialdemokratiska vänsterparti), в 1921—1967 годах — Коммунистической партией Швеции (КПШ, швед. Sveriges Kommunistiska Parti), в 1967—1990 годах — Левая партия — коммунисты (ЛПК, швед. Vänsterpartiet kommunisterna). С 1990 года носит нынешнее название — Левая партия.

## История

### 1917—1939 годы
Левая оппозиция возглавляемому Яльмаром Брантингом реформистскому руководству Социал-демократической рабочей партии Швеции появилась ещё до начала Первой мировой войны. Её лидерами были такие авторитетные члены партии, как Цет Хёглунд и Туре Нерман. С началом мировой войны руководство социал-демократической партии встало на позиции патриотизма и социального соглашения, выразившиеся в заключении т. н. «гражданского мира» на период войны. Левая оппозиция заняла позиции «интернационализма», выступив против «империалистической войны», рассматривая её как столкновение между империалистами, противоречащее интересам трудящихся. Хеглунд и Нерман участвовали в работе Циммервальдской конференции II Интернационала, объединявшей интернационалистов и противников войны.
К интернационалистам примкнули некоторые другие деятели шведской социал-демократии, в частности, секретарь партии Фредрик Стрём. В 1916 году была учреждена газета «Politiken», ставшая позднее центральным органом ЛСДПШ, а затем Компартии Швеции.
1917 год для Швеции был ознаменован революционным подъёмом. Во многих городах страны имели место массовые беспорядки. В Вестервике власть была взята рабочим советом. В Стокгольме на первомайской демонстрации солдаты и рабочие шли вместе. 13—16 мая 1917 года была учреждена Левая социал-демократическая партия Швеции. Основу её составили активисты левого крыла шведской социал-демократической партии (в которое также входили марксисты центра из группы Ивара Веннерстрёма и такие социалистические гуманисты и пацифисты, как Карл Линдхаген), исключенные из её рядов, и молодёжная организация социал-демократов, основанная в 1903 году. На парламентских выборах в риксдаг в сентябре 1917 года ЛСДПШ, выдвигавшая лозунги создания Советов рабочих и солдатских депутатов, борьбы со спекуляцией и дороговизной, получила 8 % голосов и провела в парламент 11 депутатов.
В 1919 году один из лидеров левых социал-демократов Отто Гримлунд присутствовал на учредительном конгрессе Коминтерна. В 1921 году большинство партии приняло «Условия приёма в Коммунистический Интернационал» и изменило название на Коммунистическую партию Швеции. Меньшинство, несогласное с «Двадцать одним условием», вышло из партии, продолжив действовать под именем Левой социал-демократической партии. Всего в тот период из 17 000 членов партии покинули её или были исключены около 6 000 человек.
В 1924 году в партии происходит второй раскол, связанный с именем её основателя и председателя Цета Хеглунда. Причиной стали разногласия Хеглунда с Исполкомом Коминтерна по вопросам об антирелигиозной пропаганде, о тактике единого фронта и пр. В итоге, Хеглунд был выведен из состава ИККИ, снят с поста председателя компартии, а затем исключен из неё.
23—24 января 1926 года прошла организованная КПШ профсоюзная конференция, в которой приняли участие делегаты, представлявшие 80 000 организованных рабочих. В 1927 году под руководством КПШ состоялась конференция Национальной ассоциации безработных (швед. De Arbetslösas Landsförening), призвавшая к упразднению Королевской комиссии по безработице.
В 1929 году в партии происходит третий за её историю раскол. Ставшие после исключения Хеглунда лидерами партии Карл Чильбум, Нильс Флюг и Туре Нерман, все депутаты парламента и 3/4 членов партии были исключены Коминтерном — всего 17 300 человек. Сторонники Чильбума поддерживали Правую оппозицию в ВКП(б) и после раскола являлись шведской секцией Международной коммунистической оппозиции. До 1934 года продолжали действовать под именем Коммунистической партии Швеции, а затем сменили название на Социалистическую партию. За сторонниками Чильбума осталась редакция газеты «Politiken».
Новыми лидерами партии, в которой насчитывалось после раскола около 4 000 человек, стали Хьюго Сильен и Свен Линдерут, занявший пост председателя. Начался выпуск газет «Новый день» (швед. «Ny Dag») и «Рабочая газета» (швед. «Arbetar-Tidningen»). Придерживаясь тогдашней тактики «третьего периода» Коминтерна, были прекращено всякое взаимодействие с социал-демократической партией. Вторая половина 1930-х годов была ознаменована резким поворотом в рамках политики «народного фронта». К концу 1930-х годов компартия сумела преодолеть последствия раскола и к 1939 году насчитывала в своих рядах 19 116 человек. В свою очередь Социалистическая партия практически распалась. Около 500 шведских коммунистов принимали участие в гражданской войне в Испании в составе интербригад.

### 1939—1945 годы
Период Второй мировой войны был тяжёлым временем для компартии. Она была единственной политической силой в Швеции, которая поддерживала СССР в Советско-финской войне 1939—1940 годов, что использовалось как частый повод для репрессий против партии. 26 июля 1940 года после ввода в прибалтийские республики частей Красной Армии и смены власти в них газета «Ny Dag» писала:

«Приграничные государства были освобождены от их приспешников империалистических держав благодаря помощи великого социалистического рабочего государства».
Исполнительный редактор газеты Густав Йохансон отмечал тогда:

«Я вижу три страны, являвшиеся в прошлом наихудшими реакционными террористическими государствами Европы, трансформировавшиеся в советские республики благодаря освободительным революциям».
Кроме того, партия поддерживала подписание «пакта Молотова — Риббентропа». В сентябре 1939 года Центральный комитет КПШ принял декларацию, в которой говорилось:

«Правящие клики Англии и Франции находятся в страхе перед большевизмом, плохо скрывая симпатии к фашизму, в страхе перед рабочей властью в Европе они отказываются заключить на приемлемых условиях договор с Советским Союзом, фактически нарушая планы поджигателей войны. Они поддерживают отказ Польши принять советскую помощь. Советский Союз, таким образом, в полном соответствии с логикой мирной политики, посредством пакта о ненападении с Германией прибегает к защите 170-миллионного народа первого в мире социалистического государства против фашистского нападения и огромных несчастий мировой войны».
Когда Германия вторглась в Норвегию в апреле 1940 года КПШ заняла нейтральную позицию. В статье в «Ny Dag» немецкая оккупация Норвегии была названа «поражением для британского империализма».
В годы войны распространение изданий компартии было запрещено, коммунистов подвергали дискриминации на рынке труда, в профсоюзах. Многие ключевые деятели партии и её молодёжной организации были арестованы и помещены в лагеря. Всего в лагерях в Швеции было интернировано около 3 500 человек, большая часть из которых были коммунисты. Множество активистов ушло в подполье, включая председателя партии Линдерута. В правительственных кругах обсуждалась идея полного запрета партии, однако реализована она не была.
В 1940 году была забросана бомбами редакция регионального партийного органа «Norrskensflamman» («Пламя Северного сияния») в лене Норрботтен на севере Швеции. Пять человек, включая двух детей, были убиты. Одним из многих обвиняемых после теракта был Пауль Вретлинд (Paul Wretlind), являвшийся региональным лидером Либеральной партии в Стокгольме. Он обвинялся в финансировании группы для совершения теракта.
Компартия активно поддерживала движение сопротивления в Норвегии и Дании. В северной Швеции связанные с партией рабочие воровали динамит из шахт и контрабандой переправляли норвежскому сопротивлению. В других частях страны члены компартии давали приют антифашистским беженцам.
Несмотря на противодействие правительства, за годы войны коммунистическая партия добилась сильных позиций в шведской политике. На проходивших в 1944 году парламентских выборах партия получила 10,3 % голосов. 12-й съезд КПШ, проходивший в 1944 году принял программу партии «Основные принципы КПШ», где определялась историческая задача рабочего класса Швеции: в союзе с другими эксплуатируемыми классами завоевать политическую власть и построить социалистическое общество.

### 1945—1964 годы
В 1945 году коммунисты возглавили всеобщую 5-месячную забастовку металлистов (в ней приняло участие 130 тысяч человек), которая положила начало «размораживанию» зарплаты в Швеции после войны.
На муниципальных выборах 1946 года за КПШ было отдано 11,2 % голосов. Количество членов достигло в этот момент 51 тысячи человек. Роль компартии в шведской политике претерпевает изменения — на фоне усиления роли Советского Союза на мировой арене. Предложенная компартией политика «единого фронта» с социал-демократами вызвала внутрипартийную дискуссию. Произошли изменения в профсоюзной политике партии — в сторону взаимодействия с социал-демократами в профсоюзном движении. Эти изменения вызвали недовольство у части партийных активистов.
Начало холодной войны поставило партию перед большими трудностями. Премьер-министр Таге Эрландер провозгласил целью повернуть «каждый профсоюз на путь борьбы с коммунистами». Представители КПШ были «вычищены» из профсоюзов. Несмотря на это партия продолжала развивать политику «единого фронта».
В 1952 году на довыборах в парламент в Емтланде и Кристианстаде партия решила не выставлять собственных списков для того, чтобы быть уверенной, что социал-демократы не потерпят поражение. Партийное руководство аргументировало это тем, что коммунисты должны попытаться «обеспечить рабочее большинство в Риксдаге». Оба упомянутых округа были избирательными округами, в которых кандидаты от коммунистов не смогли бы победить. Однако левое меньшинство внутри партии во главе с Сетом Перссеном расценило новую линию как капитуляцию перед социал-демократами.
Другим предметом для дискуссии была Молодёжная лига. Коммунистическая партия выступила с инициативой создания молодёжного движения на широкой идеологической основе. В 1952 году было учреждено движение «Демократическая молодёжь» (швед. «Demokratisk Ungdom») параллельно с существующей при компартии Молодёжной коммунистической лигой Швеции. Противники такого шага заявили, что таким образом происходит размывание политического характера молодёжного движения.
Символическим актом было принятие решения о проведении единой первомайской демонстрации с участием коммунистов и социал-демократов. А также решение о финансовой поддержке т. н. «рабочей прессы», находившейся фактически в руках социал-демократов.
Внутрипартийная полемика достигла своего пика на проходившем в 1953 году 16-м съезде. Сет Перссен выступил с критикой партийного курса, а также нового, избранного в 1951 году, председателя партии Хильдинга Харберга, которого он назвал оппортунистом. С критикой позиции Перссона выступили Кнут Сенандер и Нильс Хольмберг. Примечательно, что Сенандер и Хольмберг считались сторонниками левого крыла партии, однако тогда оба выступили в поддержку партийной линии. Перссена поддержала только небольшая часть делегатов. В очень эмоциональной заключительной речи на съезде он заявил о своем выходе из партии. Вскоре из неё были исключены сторонники Перссена. Съезд принял программный документ «Путь Швеции к социализму». В ней был сделан упор на сотрудничество коммунистов с социал-демократами.
Советское вторжение в Венгрию в 1956 году вызвало дебаты в КПШ. В итоге, партийное руководство официально поддержало ввод советских войск.

### 1964—1990 годы
В 1964 году председателем партии был избран Карл-Хенрик Херманссон (1917—2016). В отличие от своего предшественника, новый председатель КПШ был выходцем из академической среды. Он инициировал изменение партийного курса в сторону еврокоммунизма и скандинавского «народного социализма».
Обсуждение политической стратегии продолжилось на 21-м съезде партии в 1967 году. На нём были представлены различные фракции внутри КПШ. Одна из них выступала за трансформацию партии в некоммунистическую, аналогичную датской Социалистической народной партии, и изменить название на Левую партию. Другая фракция, состоящая в большинстве своём из профсоюзных активистов, выступала за сохранение коммунистического характера партии и близкие связи с КПСС. Бывший партийный лидер Хагберг, являвщийся членом просоветской фракции, предложил в качестве компромиссного названия Партию труда. Было решено принять название Левая партия — Коммунисты. Съезд также принял новую программу партии — «Социалистическая альтернатива», а также новый устав, в котором отсутствовали, в отличие от предыдущего (принятого в 1955 году), некоторые положения принципа демократического централизма. Был продолжен еврокоммунистический курс. Просоветское меньшинство в партии объединилось вокруг газеты «Norrskensflamman». Небольшая прокитайская группа во главе с Бо Густафссоном (Bo Gustafsson) и Нильсом Хольмбергом (Nils Holmberg) на съезде вышла из партии, создав Коммунистическую лигу марксистов-ленинцев. Также из партии вышло её молодёжное крыло, сформировавшее Марксистско-ленинскую боевую лигу за коммунистическую партию Швеции (м-л).
В 1968 году ЛПК стала первой партией в Швеции, осудившей советское вторжение в Чехословакию. Партия организовала демонстрацию перед советским посольством в Стокгольме, на котором с речью выступал Херманссон. Осуждение ввода стран Варшавского договора в Чехословакию вызвало недовольство просоветского меньшинства.
На муниципальных выборах 1968 года партия получила наихудший за все послевоенные годы результат — 3,8 %.
В конце 1960-х годов ЛПК участвовала в акциях против войны во Вьетнаме и была учредителем Шведского вьетнамского комитета. Коммунисты сыграли важную роль в забастовочной борьбе шведских рабочих, развернувшейся в 1969—1971 годах. В 1970 году было воссоздано движение «Демократическая молодёжь».
В 1972 году партия повернула на более левые позиции, и приняла новую программу, в которой говорилось, что ЛПК строит свою деятельность «на основе научного социализма, революционной теории Маркса — Ленина», подчеркивается приверженность принципам пролетарского интернационализма. На состоявшемся в 1975 году съезде новым председателем был избран 162 голосами Ларс Вернер. Кандидат от просоветской фракции Рольф Хагель (Rolf Hagel) получил 74 голоса. В феврале 1977 года просоветское меньшинство покинуло партию, основав Рабочую партию — Коммунисты (РПК).
На партийном съезде 1978 года было предложено принять «Манифест за демократию». В нём среди прочего содержалась критика ситуации с правами человека в странах Восточной Европы. На съезде в качестве дружественной присутствовала делегация КПСС, выразившая своё недовольство происходящим и грозившая покинуть съезд. В итоге Манифест не был принят.

### 1990—2000-е годы
В 1990 году было решено изменить название ЛПК на Левую партию (ЛП). В 1993 году Ларс Вернер был снят с должности председателя. Новым главой партии стала Гудрун Шиман.
На парламентских выборах 1994 года партия набрала 6,2 % голосов. Длительный избирательный кризис партии был преодолен. Вновь стало увеличиваться её влияние, особенно, среди молодёжи (на выборах в Европарламент 1999 года она получила целых 15,8 %). ЛП была одним из организаторов кампании против вступления в Евросоюз. На съезде 1996 года партия декларировала себя, как феминистская. На выборах 1998 года ЛП получила 631 011 (12 %) голосов и, заключив соглашение с социал-демократами, стала поддерживать правительство Йёрана Перссона, не входя в его состав.
На парламентских выборах 2002 года потеряла более 3 % и вышла с результатом 8,3 % голосов. В 2003 году временным председателем партии вместо ушедшей Гудрун Шиман стала Улла Хоффманн. На съезде 2004 года председателем был избран Ларс Оли. В 2004 году из партии вышла ячейка в небольшом городе Гнеста, сформировав локальную партию «Левые демократы» (Vänsterdemokraterna). Выборы 2006 года принесли ЛП 5,8 % и 22 места в Риксдаге.
На выборах 2010 года партия получила 321 847 (5,6 %) голосов и 19 депутатских мандатов.
На выборах в Европарламент 2014 году партия смогла взять всего лишь один мандат, и его заняла Малин Бьорк.

## Организация
Партия делится на округа (partidistrikt), округа на секции (partiförening). Высший орган — съезд (partikongress), между съездами — правление (partistyrelse).
Округа
Округа соответствуют избирательным округам. Высший орган округа — окружная конференция (distriktsårskonferens), между окружными конференциями — окружное правление (distriktsstyrelse).
Секции
Секции соответствуют коммунам. Высший орган секции — общее собрание секции (partiförenings årsmöte), между общими собраниями секции — правление секции (partiförenings styrelse).
Смежные организации
- Союз левой молодёжи (Ung Vänster);
- Союз левых студентов (Vänsterns Studentförbund);
- Центр марксистских исследований (Centrum för marxistiska samhällsstudier).

Союз левой молодёжи
Высший орган союза — съезд (kongress), между съездами — правление (Förbundsstyrelsen). Союз состоит из округов (Distrikt). 
Округа
Округа соответствуют избирательным округам. Крупные округа могут делиться на клубы (klub). Высший орган округа — окружная конференция, между окружными конференциями — окружное правление (distriktsstyrelse).

### Партийные лидеры
Председатели партии
- 1917 Карл Винберг (Carl Winberg) и Цет Хёглунд (Zeth Höglund)
- 1918 Эрнст Острём (Ernst Åström) и Карл Чильбум (Karl Kilbom)
- 1919—1921 Цет Хёглунд
- 1921—1923 Цет Хёглунд и Карл Чильбум
- 1923—1924 Цет Хёглунд
- 1924—1929 Нильс Флюг (Nils Flyg)
- 1929—1951 Свен Линдерут (Sven Linderot)
- 1951—1964 Хильдинг Хагберг (Hilding Hagberg)
- 1964—1975 Карл-Хенрик Херманссон (Carl-Henrik Hermansson)
- 1975—1993 Ларс Вернер (Lars Werner)
- 1993—2003 Гудрун Шиман (Gudrun Schyman)
- 2003—2004 Улла Хоффманн (Ulla Hoffmann; исполняющая обязанности)
- 2004—2012 Ларс Оли (Lars Ohly)
- 2012—2020 Юнас Шёстедт (Jonas Sjöstedt)
- с 31.10.2020 — Нуши Дадгостар (Nooshi Dadgostar)

Секретари партии
- 1967—1982 Торе Форсберг (Tore Forsberg)
- 1982—1985 Бу Хаммар (Bo Hammar)
- 1985—1993 Кеннет Квист (Kenneth Kvist)
- 1993—1994 Магги Микаэльссон (Maggi Mikaelsson)
- 1994—2000 Ларс Оли (Lars Ohly)
- 2000—2006 Пернилла Цетреус (Pernilla Zethraeus)
- с 2006 Анки Альстен (Anki Ahlsten)

### Участие в парламентских выборах
|  |  |